# Liste der Stolpersteine in Vöhringen (Iller)

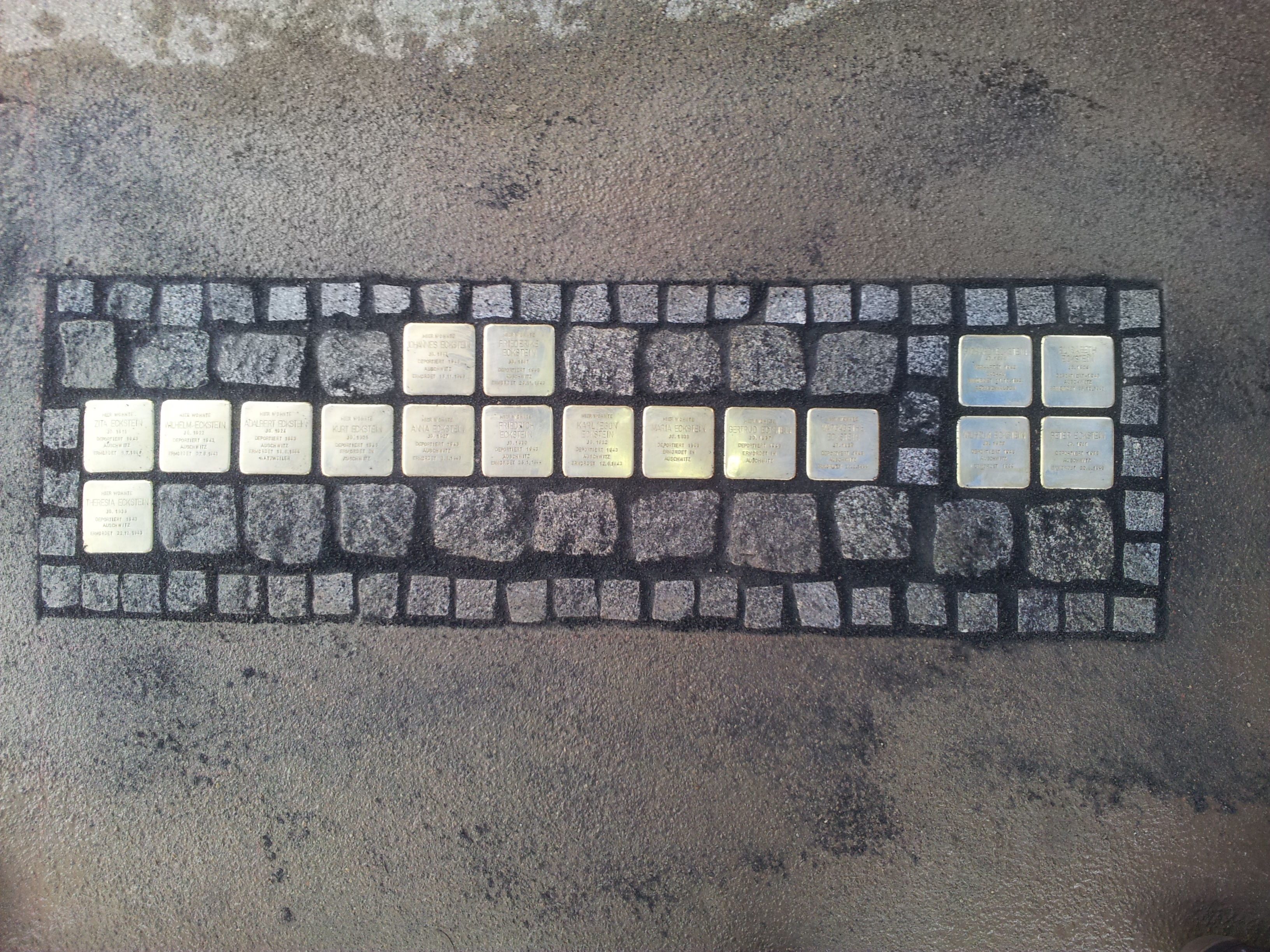
Stolpersteine für die Mitglieder der Familie Eckstein

In der Liste der Stolpersteine in Vöhringen werden die in Vöhringen (Iller) bisher vorhandenen Stolpersteine aufgeführt (Stand Ende 2016). Sie sind Teil des europaweiten Projektes „Stolpersteine“ des Kölner Künstlers Gunter Demnig. Dabei handelt es sich um dezentrale Mahnmale, die an das Schicksal derjenigen Menschen erinnern sollen, die in Vöhringen gelebt haben und von den Nationalsozialisten deportiert und unter anderem in Konzentrationslagern und Vernichtungslagern ermordet wurden.
Am 10. September 2013 wurden in Vöhringen mit Unterstützung der Stadt Vöhringen die ersten 17 Stolpersteine verlegt. Sie sind den Angehörigen der beiden Brüder Johannes und Richard Eckstein gewidmet, die zur Volksgruppe der Sinti und Roma gehörten. Anfang März 1943 wurden 16 Mitglieder der Familie Eckstein von Vöhringen aus in das KZ Auschwitz-Birkenau deportiert und im dortigen Zigeunerlager interniert; die meisten von ihnen wurden dort ermordet. Die Initiative zur Verlegung der Stolpersteine ging von Rolf Eckstein, einem Verwandten der Ermordeten, aus.
Ein weiterer Stolperstein wurde für Karl Baur, einen Zeugen Jehovas, zu einem späteren Zeitpunkt verlegt. Aufgrund des verweigerten Einverständnisses ihrer Hinterbliebenen konnte für Ludiwika Saurwein aus der Illerzeller Straße 34 entgegen der ursprünglichen Planung bisher kein Stolperstein verlegt werden.

## Verlegte Stolpersteine
In Vöhringen (Iller) wurden 18 Stolpersteine an zwei Adressen verlegt.
| Stolperstein                          | Inschrift                                                                                      | Verlegeort                                                      | Name, Leben |
| ------------------------------------- | ---------------------------------------------------------------------------------------------- | --------------------------------------------------------------- | --- |
| Stolperstein für Karl Baur            | HIER WOHNTE KARL BAUR JG. 1902 ZEUGE JEHOVAS VERHAFTET 1940 DACHAU ERMORDET 4.5.1941           | Ulmer Straße 19                                                 | Karl Baur, geboren 1902, war Zeuge Jehovas. Wegen seines Glaubens wurde er 1940 verhaftet und am 4. Mai 1941 im KZ Dachau ermordet. Karl Baur wurde 38 oder 39 Jahre alt. |
| Stolperstein für Adalbert Eckstein    | HIER WOHNTE ADALBERT ECKSTEIN JG. 1924 DEPORTIERT 1943 AUSCHWITZ ERMORDET 18.6.1944 NATZWEILER | Ulmer Straße 22 (gegenüber dem Haupteingang zum Alten Friedhof) | Adalbert Eckstein, geboren am 2. Februar 1924 in Neckarsteinach, war ein Sohn von Johannes und Friederika Eckstein. Gemeinsam mit seinen Eltern und Geschwistern wurde er am 8. März 1943 von Vöhringen nach Auschwitz deportiert. Im Zigeunerlager Auschwitz erhielt er die Häftlingsnummer Z 3189. Kurz darauf wurde er am 12. April 1943 in das KZ Natzweiler-Struthof verlegt. Dort wurde er zu medizinischen Versuchen missbraucht und starb qualvoll am 18. Juni 1944. Adalbert Eckstein wurde nur 20 Jahre alt. |
| Stolperstein für Anna Eckstein        | HIER WOHNTE ANNA ECKSTEIN JG. 1927 DEPORTIERT 1943 AUSCHWITZ ERMORDET 8.6.1943                 | Ulmer Straße 22 (gegenüber dem Haupteingang zum Alten Friedhof) | Anna Eckstein wurde am 26. Oktober 1927 in Bad König geboren. Sie war eine Tochter von Johannes und Friederika Eckstein. Gemeinsam mit ihren Eltern und Geschwistern wurde sie am 8. März 1943 von Vöhringen nach Auschwitz deportiert. Im Zigeunerlager Auschwitz erhielt sie die Häftlingsnummer Z 3572. Sie wurde dort am 8. Juni 1943 ermordet. Anna Eckstein wurde nur 15 Jahre alt. |
| Stolperstein für Elisabeth Eckstein   | ELISABETH ECKSTEIN JG. 1904 DEPORTIERT 1943 AUSCHWITZ ERMORDET 26.10.1943                      | Ulmer Straße 22 (gegenüber dem Haupteingang zum Alten Friedhof) | Elisabeth Eckstein geb. Lehmann, geboren am 16. März 1904, war die Ehefrau von Richard Eckstein. Sie wurde gemeinsam mit ihrem Schwager Johannes und dessen Familie am 8. März 1943 von Vöhringen nach Auschwitz deportiert. Im Zigeunerlager Auschwitz erhielt sie die Häftlingsnummer Z 3577. Sie wurde dort am 26. Oktober 1943 ermordet. Elisabeth Eckstein wurde 39 Jahre alt. |
| Stolperstein für Friederika Eckstein  | HIER WOHNTE FRIEDERIKE ECKSTEIN JG. 1897 DEPORTIERT 1943 AUSCHWITZ ERMORDET 29.11.1943         | Ulmer Straße 22 (gegenüber dem Haupteingang zum Alten Friedhof) | Friederike Eckstein geb. Birkenfelder, wurde am 26. Januar 1897 in Dittigheim geboren. Sie, ihr Ehemann Johannes, ihre zehn Kinder und die vierjährige Enkeltochter Theresia wurden am 8. März 1943 von Vöhringen nach Auschwitz deportiert. Im Zigeunerlager Auschwitz erhielt sie die Häftlingsnummer Z 3570. Sie wurde dort am 29. November 1943 ermordet. Friederika Eckstein wurde 46 Jahre alt. |
| Stolperstein für Friedrich Eckstein   | HIER WOHNTE FRIEDRICH ECKSTEIN JG. 1930 DEPORTIERT 1943 AUSCHWITZ ERMORDET 25.1.1944           | Ulmer Straße 22 (gegenüber dem Haupteingang zum Alten Friedhof) | Friedrich Eckstein, geboren am 3. Dezember 1930 in Hilsbach, war ein Sohn von Johannes und Friederika Eckstein. Gemeinsam mit seinen Eltern und Geschwistern wurde er am 8. März 1943 von Vöhringen nach Auschwitz deportiert. Im Zigeunerlager Auschwitz erhielt er die Häftlingsnummer Z 3191. Er wurde dort am 25. Januar 1944 ermordet. Friedrich Eckstein wurde nur 13 Jahre alt. |
| Stolperstein für Gertrud Eckstein     | HIER WOHNTE GERTRUD ECKSTEIN JG. 1937 DEPORTIERT 1943 ERMORDET IN AUSCHWITZ                    | Ulmer Straße 22 (gegenüber dem Haupteingang zum Alten Friedhof) | Gertrud Eckstein, geboren am 18. Januar 1937 in Dielheim, war eine Tochter von Johannes und Friederika Eckstein. Gemeinsam mit ihren Eltern und Geschwistern wurde sie am 8. März 1943 von Vöhringen nach Auschwitz deportiert. Im Zigeunerlager Auschwitz erhielt sie die Häftlingsnummer Z 3574. Sie wurde in Auschwitz ermordet. Gertrud Eckstein war zum Zeitpunkt der Deportation erst 6 Jahre alt. |
| Stolperstein für Johannes Eckstein    | HIER WOHNTE JOHANNES ECKSTEIN JG. 1892 DEPORTIERT 1943 AUSCHWITZ ERMORDET 15.11.1943           | Ulmer Straße 22 (gegenüber dem Haupteingang zum Alten Friedhof) | Johannes Eckstein wurde am 14. Mai 1892 in Binzen geboren. Er heiratete Friederika geb. Birkenfelder. Das Paar bekam zehn Kinder. Er, seine Frau, die Kinder und die vierjährige Enkeltochter Theresia wurden am 8. März 1943 von Vöhringen nach Auschwitz deportiert. Im Zigeunerlager Auschwitz erhielt er die Häftlingsnummer Z 3187. Er wurde dort am 15. November 1943 ermordet. Johannes Eckstein wurde 51 Jahre alt.                                                                                            |
| Stolperstein für (Karl) Egon Eckstein | HIER WOHNTE KARL 'EGON' ECKSTEIN JG. 1932 DEPORTIERT 1943 AUSCHWITZ ERMORDET 12.6.1943         | Ulmer Straße 22 (gegenüber dem Haupteingang zum Alten Friedhof) | Karl Egon Eckstein, geboren am 20. Oktober 1932, war ein Sohn von Johannes und Friederika Eckstein. Gemeinsam mit seinen Eltern und Geschwistern wurde er am 8. März 1943 von Vöhringen nach Auschwitz deportiert. Im Zigeunerlager Auschwitz erhielt er die Häftlingsnummer Z 3192. Er wurde dort am 12. Juni 1943 ermordet. Karl Egon Eckstein wurde nur 10 Jahre alt. |
| Stolperstein für Kurt Eckstein        | HIER WOHNTE KURT ECKSTEIN JG. 1925 DEPORTIERT 1943 ERMORDET IN AUSCHWITZ                       | Ulmer Straße 22 (gegenüber dem Haupteingang zum Alten Friedhof) | Kurt Eckstein, geboren am 9. Dezember 1925, war ein Sohn von Johannes und Friederika Eckstein. Gemeinsam mit seinen Eltern und Geschwistern wurde er am 8. März 1943 von Vöhringen nach Auschwitz deportiert. Im Zigeunerlager Auschwitz erhielt er die Häftlingsnummer Z 3190. Er wurde vermutlich in Auschwitz ermordet. Kurt Eckstein war zum Zeitpunkt der Deportation erst 17 Jahre alt. |
| Stolperstein für Margarethe Eckstein  | HIER WOHNTE MARGARETHE ECKSTEIN JG. 1939 DEPORTIERT 1943 AUSCHWITZ ERMORDET 22.2.1944          | Ulmer Straße 22 (gegenüber dem Haupteingang zum Alten Friedhof) | Margarethe Eckstein, geboren am 21. März 1939 in Vöhringen, war eine Tochter von Johannes und Friederika Eckstein. Gemeinsam mit ihren Eltern und Geschwistern wurde sie am 8. März 1943 von Vöhringen nach Auschwitz deportiert. Im Zigeunerlager Auschwitz erhielt sie die Häftlingsnummer Z 3575. Sie wurde am 22. Februar 1944 in Auschwitz ermordet. Margarethe Eckstein wurde nur 4 Jahre und 11 Monate alt. |
| Stolperstein für Maria Eckstein       | HIER WOHNTE MARIA ECKSTEIN JG. 1935 DEPORTIERT 1943 ERMORDET IN AUSCHWITZ                      | Ulmer Straße 22 (gegenüber dem Haupteingang zum Alten Friedhof) | Maria Eckstein, geboren am 21. Februar 1935 in Bad König, war eine Tochter von Johannes und Friederika Eckstein. Gemeinsam mit ihren Eltern und Geschwistern wurde sie am 8. März 1943 von Vöhringen nach Auschwitz deportiert. Im Zigeunerlager Auschwitz erhielt sie die Häftlingsnummer Z 3573. Sie wurde in Auschwitz ermordet. Maria Eckstein war zum Zeitpunkt der Deportation erst 8 Jahre alt. |
| Stolperstein für Peter Eckstein       | PETER ECKSTEIN JG. 1941 DEPORTIERT 1943 AUSCHWITZ ERMORDET 20.5.1943                           | Ulmer Straße 22 (gegenüber dem Haupteingang zum Alten Friedhof) | Peter Eckstein, geboren am 27. Dezember 1941, war ein Enkelkind von Richard und Elisabeth Eckstein, der Sohn ihrer Tochter Rosita. Gemeinsam mit seiner Großmutter Elisabeth und der Familie von Johannes Eckstein wurde das Kleinkind am 8. März 1943 von Vöhringen nach Auschwitz deportiert. Im Zigeunerlager Auschwitz erhielt er die Häftlingsnummer Z 3194. Peter Eckstein wurde wenige Wochen nach seiner Ankunft am 20. Mai 1943 in Auschwitz ermordet. Er wurde nur 1 Jahr und 5 Monate alt.                  |
| Stolperstein für Richard Eckstein     | RICHARD ECKSTEIN JG. 1896 VERHAFTET 1942 DACHAU ERMORDET 11.10.1942 SACHSENHAUSEN              | Ulmer Straße 22 (gegenüber dem Haupteingang zum Alten Friedhof) | Richard Eckstein, geboren am 16. Mai 1896 in Dörzbach, war der jüngere Bruder von Johannes Eckstein. Er wurde 1942 in Dachau verhaftet und am 11. Oktober 1942 im KZ Sachsenhausen ermordet. Richard Eckstein wurde 46 Jahre alt. Er fand seine letzte Ruhestätte am 22. Januar 1943 in einem Urnengrab auf dem Ulmer Hauptfriedhof. |
| Stolperstein für Theresia Eckstein    | HIER WOHNTE THERESIA ECKSTEIN JG. 1939 DEPORTIERT 1943 AUSCHWITZ ERMORDET 22.12.1943           | Ulmer Straße 22 (gegenüber dem Haupteingang zum Alten Friedhof) | Theresia Eckstein, geboren am 8. Dezember 1939 in Illertissen, war die Tochter von Zita Eckstein. Gemeinsam mit ihrer Mutter, ihren Großeltern, Onkeln und Tanten wurde sie am 8. März 1943 von Vöhringen nach Auschwitz deportiert. Im Zigeunerlager Auschwitz erhielt sie die Häftlingsnummer Z 3576. Sie wurde dort am 22. Dezember 1943 ermordet. Theresia Eckstein wurde nur 4 Jahre und 2 Wochen alt. |
| Stolperstein für Wilhelm Eckstein     | HIER WOHNTE WILHELM ECKSTEIN JG. 1922 DEPORTIERT 1943 AUSCHWITZ ERMORDET 27.8.1943             | Ulmer Straße 22 (gegenüber dem Haupteingang zum Alten Friedhof) | Wilhelm Eckstein, geboren am 15. April 1922, war ein Sohn von Johannes und Friederika Eckstein. Gemeinsam mit seinen Eltern und Geschwistern wurde er am 8. März 1943 von Vöhringen nach Auschwitz deportiert. Im Zigeunerlager Auschwitz erhielt er die Häftlingsnummer Z 3188. Er wurde dort am 27. August 1943 ermordet. Wilhelm Eckstein wurde nur 21 Jahre alt. |
| Stolperstein für Wilhelm Eckstein     | WILHELM ECKSTEIN JG. 1927 DEPORTIERT 1943 AUSCHWITZ ERMORDET 1944                              | Ulmer Straße 22 (gegenüber dem Haupteingang zum Alten Friedhof) | Wilhelm Eckstein II, geboren am 24. April 1927, war ein Sohn von Richard und Elisabeth Eckstein. Er wurde gemeinsam mit seiner Mutter, seinem Onkel Johannes und dessen Familie am 8. März 1943 von Vöhringen nach Auschwitz deportiert. Im Zigeunerlager Auschwitz erhielt er die Häftlingsnummer Z 3193. Er wurde 1944 ermordet. Wilhelm Eckstein wurde nur 16 oder 17 Jahre alt. |
| Stolperstein für Zita Eckstein        | HIER WOHNTE ZITA ECKSTEIN JG. 1915 DEPORTIERT 1943 AUSCHWITZ ERMORDET 9.7.19445                | Ulmer Straße 22 (gegenüber dem Haupteingang zum Alten Friedhof) | Zita Eckstein, geboren am 7. April 1915 in Unteröwisheim, war eine Tochter von Johannes und Friederika Eckstein. Gemeinsam mit ihrer vierjährigen Tochter Theresia, ihren Eltern und Geschwistern wurde sie am 8. März 1943 von Vöhringen nach Auschwitz deportiert. Im Zigeunerlager Auschwitz erhielt sie die Häftlingsnummer Z 3571. Sie wurde dort am 9. Juli 1944 ermordet. Zita Eckstein wurde nur 29 Jahre alt.                                                                                                 |

## Verlegedaten
- 10. September 2013: Familie Eckstein
- 9. Februar 2015: Karl Baur